# رابرت مارگالیس

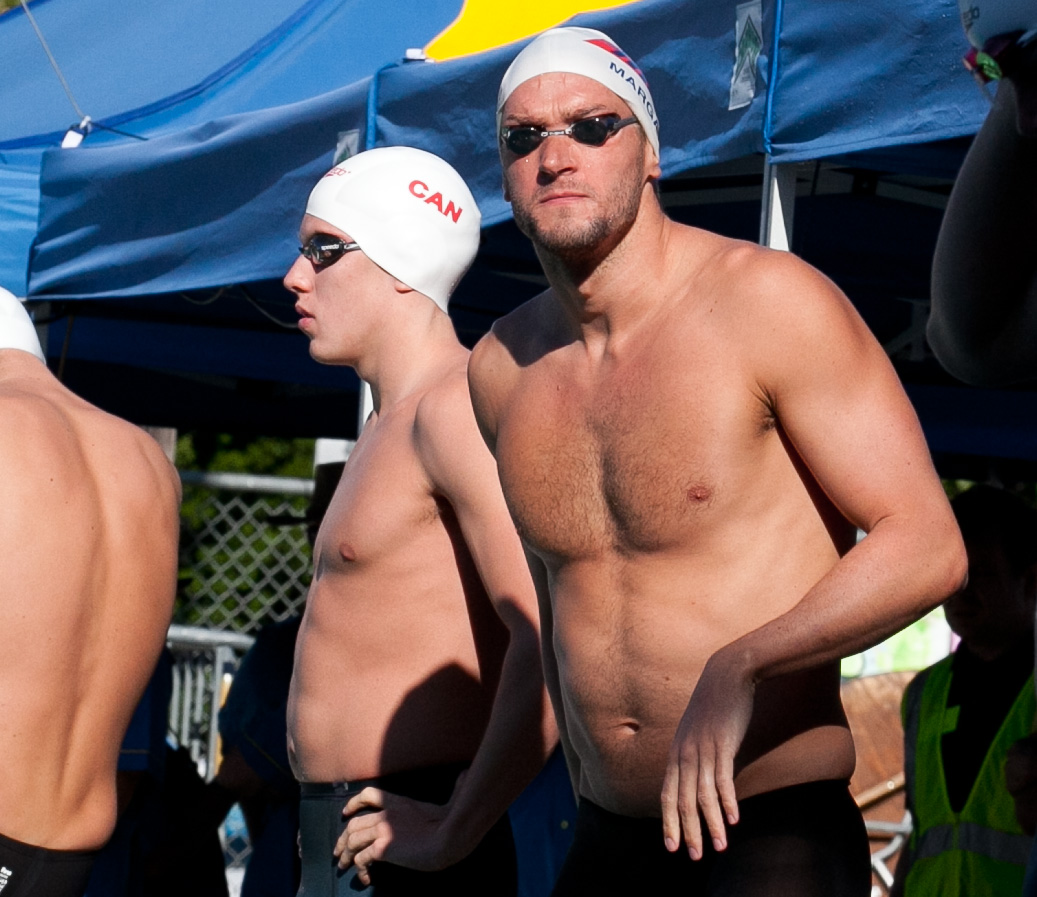
رابرت مارگالیس با لباس شنا

رابرت مارگالیس (به انگلیسی: Robert Margalis) (زادهٔ ۸ فوریهٔ ۱۹۸۲) شناگر اهل ایالات متحده آمریکا است.